# Подгорје (Гвозд)
Подгорје је насељено место у општини Гвозд, на Кордуну, Република Хрватска.

## Историја
Подгорје се од распада Југославије до августа 1995. године налазило у Републици Српској Крајини.

## Становништво
На попису становништва из 2011. године, насељено место Подгорје је имало 150 становника, следећег националног састава:
| Попис 2011.‍ | Попис 2011.‍ | Попис 2011.‍ | Попис 2011.‍ | Попис 2011.‍ |
| ----------- | ----------- | ----------- | ----------- | ----------- |
|             |             |             |             |             |
| Срби        | Срби        |             | 126         | 84,00%      |
| Хрвати      | Хрвати      |             | 23          | 15,33%      |
| остали      | остали      |             | 1           | 0,67%       |
| укупно: 150 |             |             |             |             |

### Попис 1991.
Насеље је према попису становништва из 1991. године имало 283 становника.
| Националност       | 1991.        |
| Срби               | 270 (95,40%) |
| Хрвати             | 2 (0,70%)    |
| Југословени        | 8 (2,82%)    |
| остали и непознато | 3 (1,06%)    |
| Укупно             | 283          |

### Аустроугарскипопис 1910.
На попису 1910. године насеље Подгорје је имало 659 становника, следећег националног састава:
- укупно: 659
- Срби — 647 (98,17%)
- Мађари — 9 (1,36%)
- Хрвати — 2 (0,30%)
- Немци — 1 (0,15%)